# Æblepie
En æblepie (på engelsk apple pie) er en pie, der stammer fra England, hvor den vigtigste fyldingrediens er æble. Den bliver ofte serveret med flødeskum, is ("æblepie à la mode"), eller cheddarost. Den er generelt dobbeltskorpet, med mørdej både over og under fyldet; den øvre skorpe kan være fast eller gitteret (vævet af tværgående strimler). Bundskorpen kan bages separat ("blind") for at forhindre, at den bliver klæg. Æbletærte i dyb skål har ofte kun en topskorpe, og tarte Tatin bages med skorpen ovenpå, men serveres med den i bunden.
Æblepie er et uofficielt symbol for USA og er en af dets signatur 'comfort foods'.

## Ingredienser
Æblepie kan blive lavet med mange forskellige æblesorter. De mere populære madæbler omfatter Braeburn, Gala, Cortland, Bramley, Empire, Northern Spy, Granny Smith, and McIntosh. Frugten til tærten kan være frisk, på dåse eller rekonstitueret fra tørrede æbler. Tørrede eller konserverede æbler blev oprindeligt kun brugt som erstatning på tidspunkter, hvor frisk frugt ikke var tilgængelig. Fyldet indeholder generelt sukker, smør og kanel, nogle gange også citronsaft eller muskatnød; mange ældre opskrifter kræver honning i stedet for det dengang dyre sukker.